# RC Saint-Étienne
Der Racing Club Saint-Étienne oder kurz RC Saint-Étienne war ein reiner Frauenfußballverein aus der französischen Stadt Saint-Étienne, der mehr als drei Jahrzehnte lang bestand.

## Geschichte
Im Sommer 1977 beschloss das Präsidium der AS Saint-Étienne, seine Frauenfußballabteilung zu Ende Juni aufzulösen. Daraufhin gründeten die Frauen ihren eigenen Verein und nannten ihn Racing Club. Der neue Klub behielt die Vereinsfarben Grün und Weiß bei. Ihre Heimspiele trugen Racings Spielerinnen in den letzten Jahren im Stade Léon-Nautin aus, das Platz für rund 1.500 Zuschauer bot.
Mitte 2009 löste sich der Racing Club auf, nachdem mehr als 50 Spielerinnen und die Vollversammlung des Vereins der Rückkehr zum „großen“ Lokalrivalen ASSE zugestimmt hatten, wo man sich dank dessen Finanzkraft eine bessere Unterstützung erhoffte.

## Ligazugehörigkeit und Erfolge
Ab der Saison 1980/81 bis zur Mitte des Jahrzehnts erreichten Saint-Étiennes Fußballerinnen vier Mal die Endrunde um die französische Frauenmeisterschaft, die seinerzeit noch in einer Mischung aus Gruppen- und K.-o.-Modus ausgetragen wurde. Darin schieden sie allerdings jeweils bereits in den Gruppenspielen der regionalen Vorrunde aus.
Dann verschwand Racing für lange Zeit in unteren regionalen Ligen; erst 2004 gelang seinen Frauen der Aufstieg in eine Spielstaffel der dritten Liga, dem nur zwölf Monate später der Aufstieg in die zweite Division folgte. Dort blieb der RCSE für zwei Saisons, dann qualifizierte er sich sogar für die Division 1 Féminine, Frankreichs höchste Frauenliga. In ihrer ersten Saison (2007/08) im „fußballerischen Oberhaus“ überraschten die Neulinge mit einem vierten Platz im Abschlussklassement, den sie insbesondere ihrer Heimstärke verdankten. Dabei profitierte Racing davon, dass der Cheftrainer auf junge, talentierte Spielerinnen setzte, denen sich in Saint-Étienne die Chance auf regelmäßige Erstligaeinsätze bot. Das Jahr darauf – das letzte des Vereins – beendeten sie zwar nur als Tabellensiebte, hatten mit dem Abstieg aber erneut nichts zu tun.
Im erst mit der Spielzeit 2001/02 eingeführten Landespokalwettbewerb standen Racings Frauen ab der Saison 2005/06 bis zur Auflösung des Vereins jährlich in der landesweiten Hauptrunde. 2007 (noch als Zweitdivisionär) und 2009 zogen sie dabei in die Runde der letzten acht Frauschaften ein.

## Bekannte Spielerinnen
- Karima Benameur
- Delphine Blanc
- Camille Catala
- Maéva Clemaron
- Kelly Gadéa
- Kheira Hamraoui
- Jessica Houara
- Marina Makanza
- Michèle Mani
- Anne-Laure Perrot